# 自由软件运动

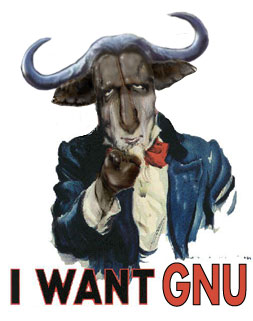
一张宣扬自由软件运动GNU项目的海报

自由軟件運動（英語：或，簡稱FSM或FOSSM）是一個推廣用戶有使用、複製、研究、修改和分發軟件等權利的社會運動。接近和相關的運動包括開放源碼運動及自由軟件的開放源碼運動。這運動跟1970年代的黑客文化有淵源，而理查德·斯托曼是該運動的主要發起人以及精神領袖。
自由軟件運動人士認為自由軟件的精神應當貫徹到所有軟件：他們認為禁止計算機用戶行使這種自由是不道德的行為。理察·馬修·斯托曼認為販賣不附帶源代碼的二進制軟件是不道德的，因為這樣阻止了軟件用戶學習以及幫助其他人的權利。然而目前還沒有如何實現自由軟件運動最終目標的共識。有些人認為應當使用法律手段強制軟件供應商提供源代碼；有些則認為應當通過抵制專有軟件來達到目的。還有一些人則認為時間將證明，自由軟件最終在質量上要比專有軟件略勝一籌，並會在自由市場上取得勝利。
部分自由軟件運動人士也認為其他受專利權保護的產品也應當自由化。還有一些人士則認為有部分資源不應當被自由更改，例如GNU通用公共協議證書，小說等。

## 理念
這個運動的理念在於電腦的使用不應該阻礙人際合作。更直接地說，這個運動代表著拒絕專有軟體並推廣自由軟體。它的終極目標在於解放網路世界中的每個人——即每個電腦使用者。理查·斯托曼表明這個行動旨在提升而非妨礙科技進步，因為「這代表我們可以避免重复无益的系统编程，而把这份精力用在推动技术革新上面。」("It means that much wasteful duplication of system programming effort will be avoided. This effort can go instead into advancing the state of the art.")
自由軟體運動的成員相信所有軟體使用者有享有自由軟體定義中列舉的自由。許多成員認為禁止他人享有這些自由是不道德的，也相信在創造一個使用者可以互相幫助並擁有自己對於電腦控制權的社會，這些自由是必須的。
然而，有一些自有軟體使用者和程式設計師不相信具有財產權的軟體是不道德的，援引在一些商業模型中的例子，專用軟體與技術上的功能與便帶來效益的增加，以作為他們的論點。
雖然社會變遷是一個科技變遷下非刻意造成的副產物，新科技的倡議者經常宣傳這些新技術就社會正面影響一個工具。聖荷西州立大學的教授Joel West解釋了許多自由原始碼運動的理念。如果假設科技不僅對社會變遷造成影響，並從科技進步主導社會變遷的角度來看待，禁止特定人員使用這些科技是道德的嗎？因此—縱使不能造成立刻的改變—自由軟體運動還是希望喚醒人們這個運動所能造成的影響，因為能造成對現實社會的影響。舉例來說：與沒有電腦時相比，電腦給了我們更多自由，但這些科技媒介究竟是帶來自由、或僅賦予少數人特權？這樣的道德爭論如何取的一個折衷的辦法對自由軟體運動是個難題。
自由軟體基金會堅信所有的軟體需要說明文件，特別是周到的工程師應做到能更新說明書以反映他們對軟體的調整，但他們認為對修改其他著作的自由本身是相對次要的。在自由軟體運動中FLOSS Manuals基金會特別強調提供此類文件的目標。自由軟體運動的成員也倡議具實際用途的軟體應該自由的。

## 知名自由軟件
- GNU Hurd
- Mastodon
- Linux
- PHP
- MySQL
- Notepad++
- Firefox
- Thunderbird

## 行動

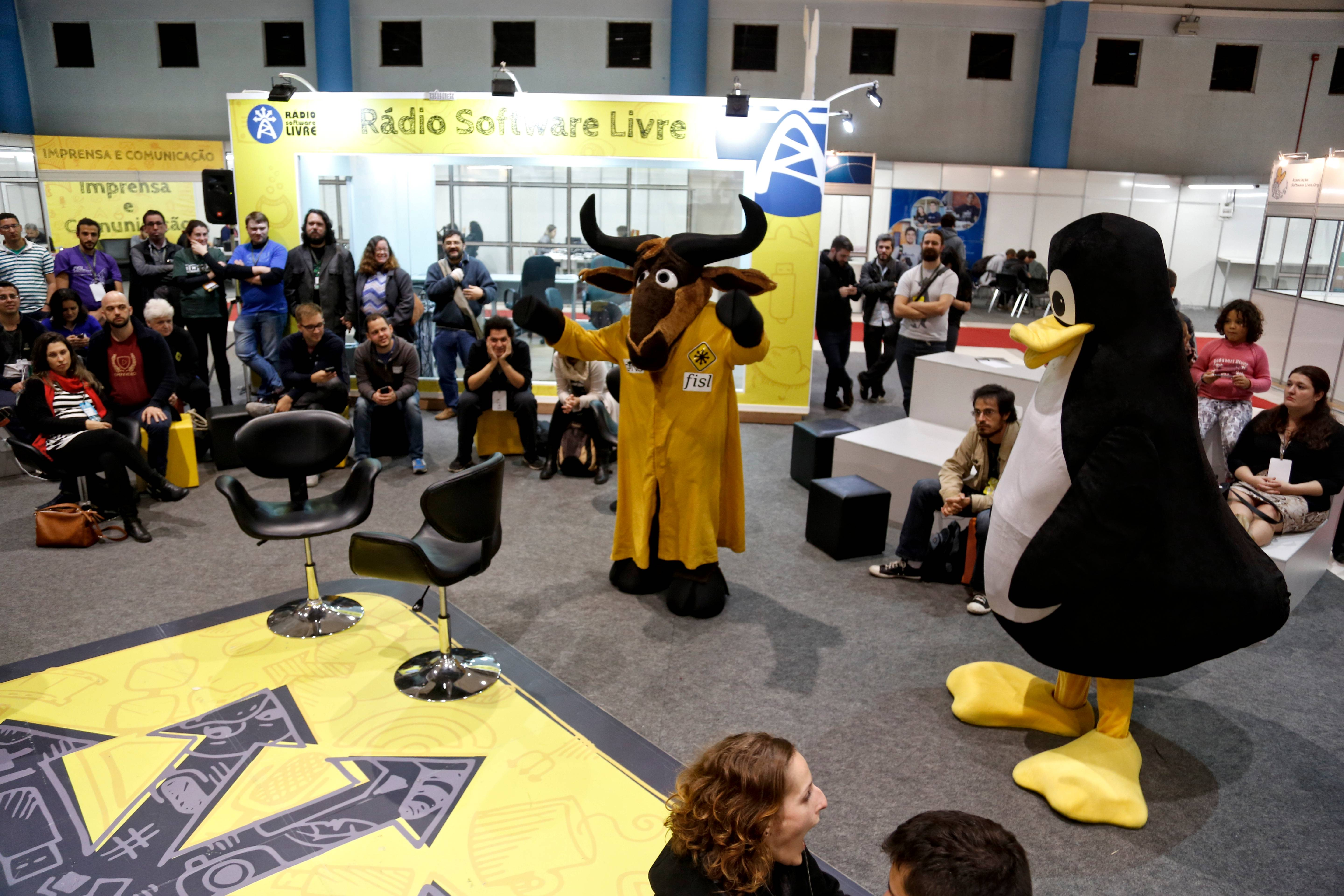
在FISL 16圍繞著GNU和Tux吉祥物的自由軟體運動的支持者們。

### 編寫及推廣自由软件
自由軟件運動的核心工作專注於軟件開發。自由軟件運動也反對專有軟件，拒絕安裝不給予自由權利的軟件。根據斯托爾曼敘述，“在軟件領域比專有程序未經授權的拷貝更糟糕的唯一一件事，就是私有軟件的授權副本。因為這樣做同樣傷害其整個用戶群體。此外，通常開發商，這個邪惡的犯罪人，就可從中獲利。

### 建立意識
自由軟件運動的一些支持者們會通过公眾演講，或者主持軟件相關會議，以提高公民对于软件自由的认识。這被視為相當重要，因為接受自由软件的人們，往往不知道它是自由软件。进而继续使用专有软件或者专有的插件。

### 道德平等
瑪格麗特·S·埃利奧特，一個在在加州大學歐文分校的軟件研究者。不僅列出了可能來自自由軟件運動的許多好處，她還聲稱，它本質上是要給予每個人平等的機會利用互聯網。假設計算機是全球訪問，由於世界變得更加立足於技術及其發展，建立一個選擇性的互聯網，只允許部分人在訪問，這根據「艾略特自由」是荒謬的。根據許多推動有關自由軟件運動的學者的認識，如果人們想要生存在通信和全球援助更加共存的世界，那麼全球自由軟件更加應該爭取一個位置。這個由GNU同夥引發的想法，是促進一個理解當地和全球社區的利益，所謂“合作環境”的一種嘗試。

## 立法
大量的抵制軟件專利和著作權法擴張的遊說工作已經完成。其他遊說則直接專注於政府機構和政府資助的項目中所使用的自由軟件。
委內瑞拉政府在2006年1月實施了保证軟件自由的法律。法令第3,390條，授權所有政府機構可以將完成超過兩年的軟件，編列為自由軟件。
國會議員埃德加·戴維斯·維拉紐瓦和雅克·羅吉克·阿克曼在引進祕魯法案1609“公共管理自由軟件”的過程中，出力極大。而這一事件立刻引起微軟公司祕魯分部的注意，而其總經理隨後寫了一封信給埃德加·戴維斯·維拉紐瓦博士。維拉紐瓦博士的反應受到了全世界的關注，此後對於自由軟件的論證，更是被視為經典。
在美國，也已經有了在州政府於州級對促進使用自由軟件通過立法的努力。

## 發展中採取措施
Ohloh。 一種成立於2004年，發起於2006年的Web服務。用於監視在自由軟件社區的軟件開發活動，對項目和編程語言的發展和普及提供詳細的軟體度量和定量分析。
黑鴨子軟件。監視很多FOSS軟件倉庫和分析各種FOSS軟件許可證的普及。

## 外部連結
- （中文）自由軟體的定義 （页面存档备份，存于）
- （英文）Free Software Movement intro by FSF （页面存档备份，存于）
- （中文）自由軟體的故事